# 冬のない年
冬のない年（ふゆのないとし、英: The Year Without a Winter）とは、アメリカ合衆国ミネソタ州で1877年から1878年にかけて発生した記録的暖冬のことである。ミネソタ州の平年の12月から翌年2月までの平均気温が華氏17度（摂氏約-8.3度）なのに対し、1877年12月から翌年2月までの平均気温は華氏29度（摂氏約-1.7度）であった。

## 概要
ウィリアム・チェニー(William Cheney)という、地元の新聞に天気予報を執筆していた人物の報告によれば当時の気象状況は以下の通りである。

## 影響
- 湖は平年より早く解氷した。ミネトンカ湖は平年より33日早い3月11日に解氷し、オーサキ湖（英語版）は142年で最も早い3月13日に解氷した[1]。
- 上記のように、道がぬかるんだため、経済活動に大変な影響をもたらした[1]。当時、道路は十分に舗装されておらず、物資輸送はもっぱらそりが中心であったためである。

## 類似の出来事
1930年から1931年、2002年から2003年にも同様の事象が発生した。前者の冬の平均気温は華氏26.9度、後者は華氏26.8度だった。